# Alagoa (Portalegre)
Alagoa es una freguesia portuguesa del concelho de Portalegre, con 18,19 km² de superficie y 715 habitantes (2001). Su densidad de población es de 39,3 hab/km².